# Thomas Edur
Thomas Edur, all'anagrafe Toomas Edur (Tallinn, 20 gennaio 1969) è un direttore artistico ed ex ballerino estone.

## Biografia
Thomas Edur ha studiato alla Scuola di ballo di Tallinn, diplomandosi nel 1988. Ha trascorso la gran parte della sua carriera da ballerino in Inghilterra e la sua attività è stata strettamente legata all'English National Ballet (ENB).
Tra il 1990 e il 1996 è stato solista della compagnia e tra il 1996 e il 1997 ha danzato nella stessa veste anche con il Birmingham Royal Ballet. Nel 1998 è tornato a ballare con l'English National Ballet, con cui a continuato a danzare per gli otto anni successivi in veste di primo ballerino. Nel 2004 ha vinto il Laurence Olivier Award per l'eccellenza nella danza per la sua interpretazione in 2 Human al Teatro Sadler's Wells. Nel febbraio 2009 il Consiglio dell'Opera Nazionale Estone lo ha eletto direttore artistico del Balletto Nazionale Estone; Edur ha ricoperto la carica dall'agosto dello stesso anno fino al 2019.
È sposato con la ballerina estone Agnes Oaks, sua collega all'English National Ballet.